# Schalie (hout)

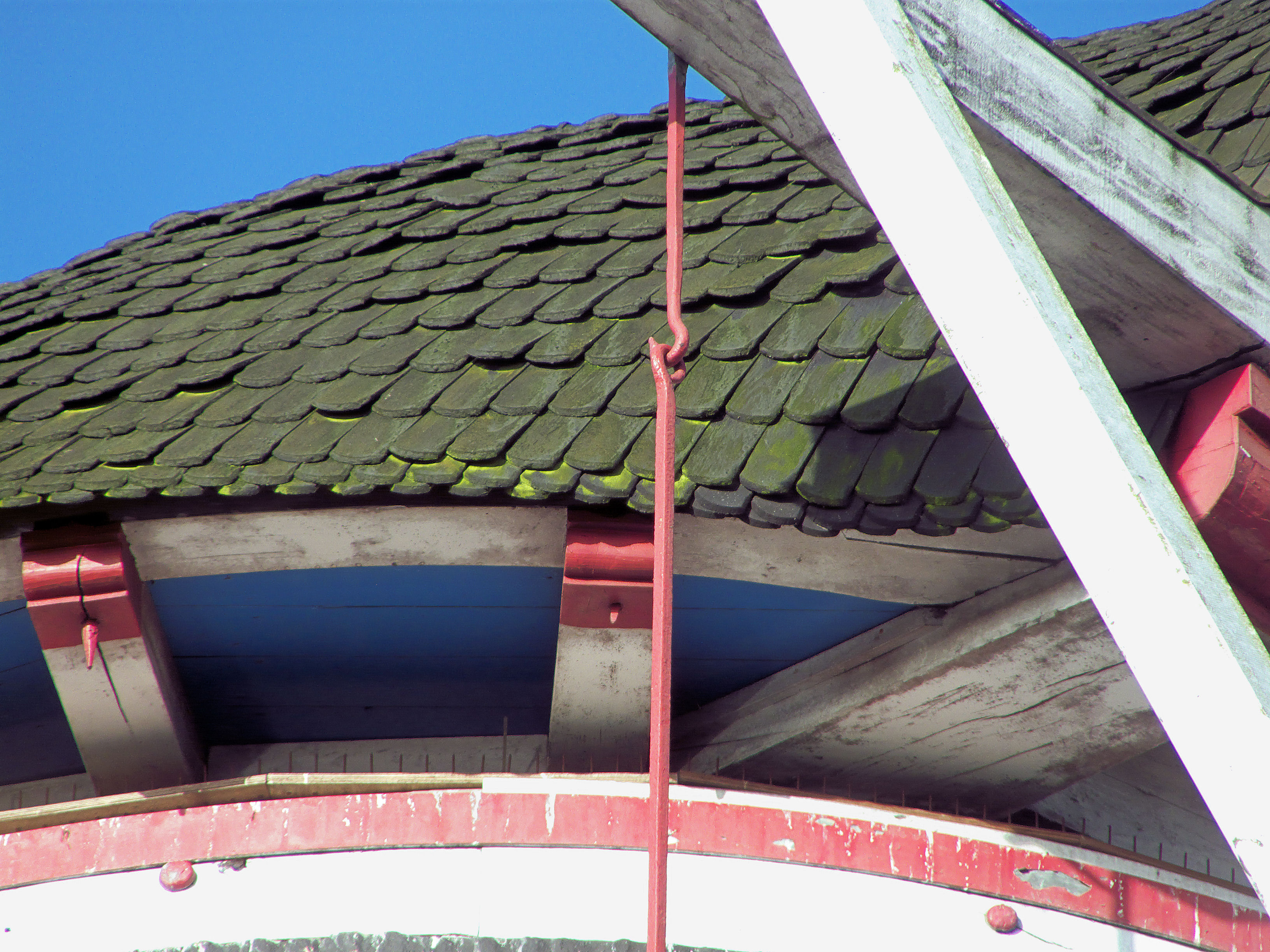
Kap met houten schaliën, molen De Kroon, Arnhem

Een houten schalie is een dun plankje, dat vroeger door kloven van het hout verkregen werd. Tegenwoordig worden ze meestal gezaagd. Een gekloofde schalie gaat echter vele jaren langer mee dan een gezaagde.
Houten schaliën kunnen worden gebruikt als dakspanen om een dak mee te bedekken. Dergelijke dakbedekking was vroeger meestal van eikenhout. Zo kan de kap van een windmolen ermee bedekt zijn.

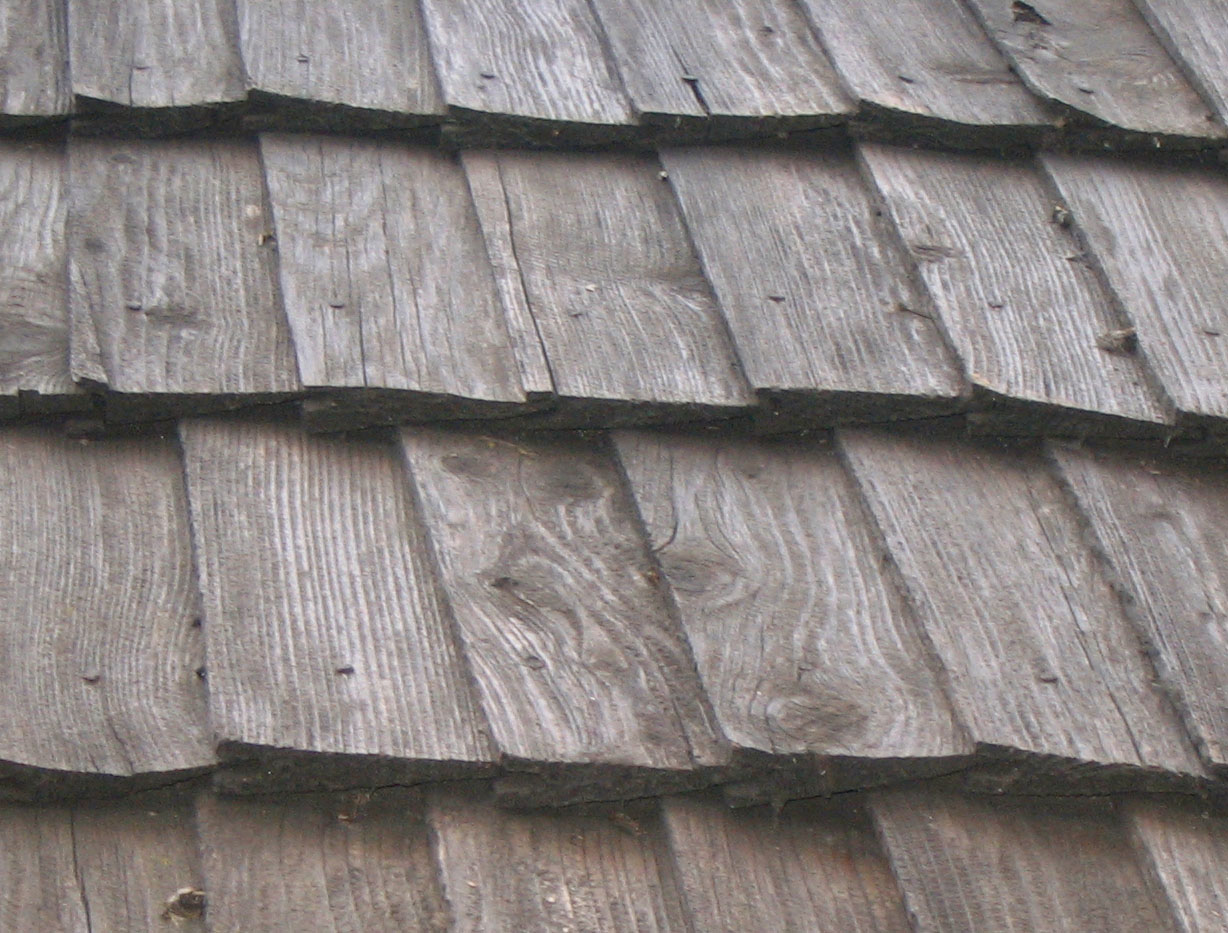
Gezaagde houten schaliën

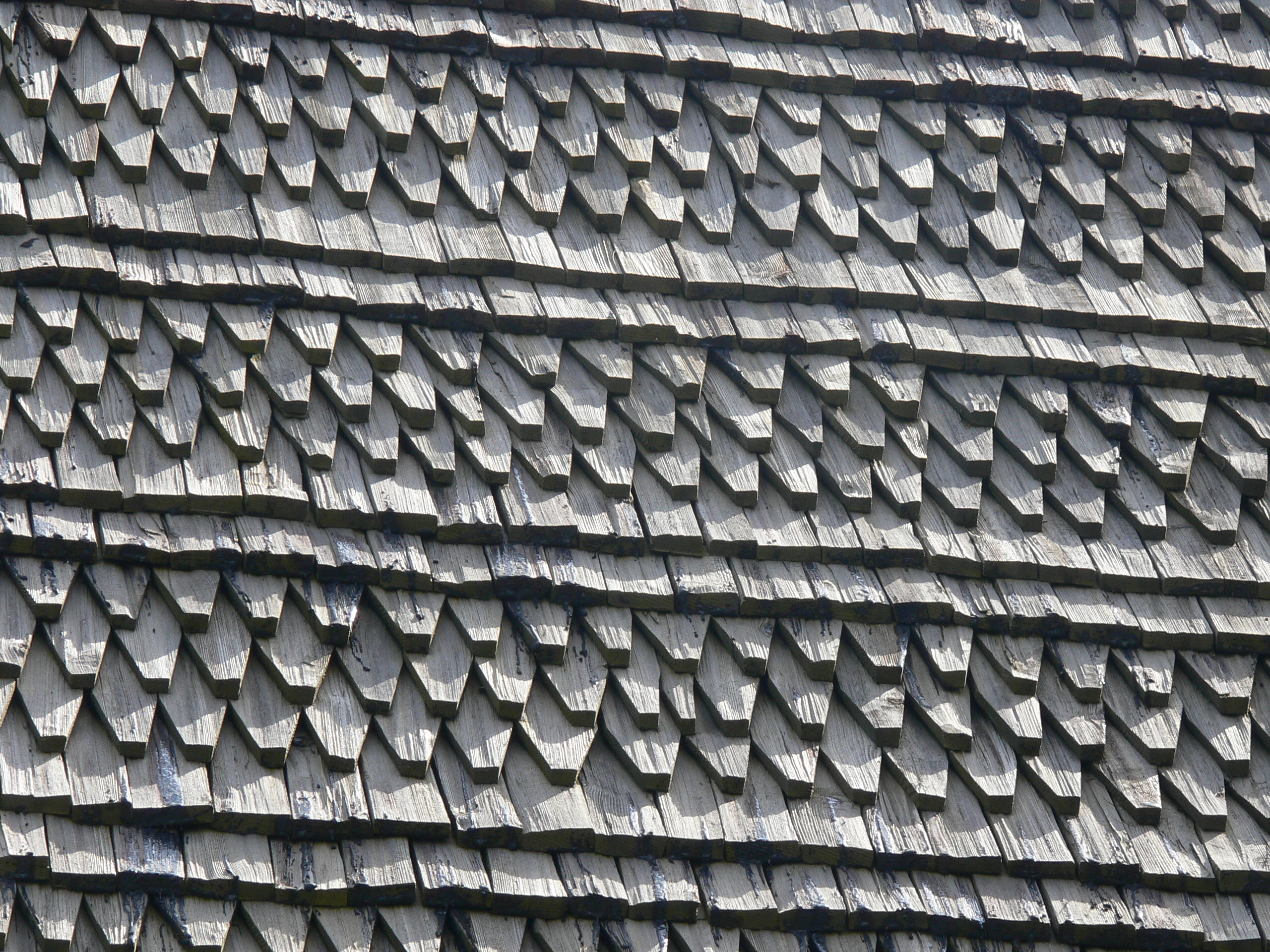
Gekloofde houten schaliën op het dak van de Ytterselö kyrka (kerk van Ytterselö), Strängnäs, Zweden